# Fußball-Bundesliga/Rekorde/Dynamo Dresden
Der Artikel Fußball-Bundesliga/Rekorde/Dynamo Dresden listet die vereinsspezifischen Rekorde von Dynamo Dresden auf, die mit Bezug auf die Zugehörigkeit zur deutschen Fußball-Bundesliga gehalten werden.
Der Verein ist aktuell kein Bundesligist (Stand: Saison 2025/26).
Siehe auch: 

## Vorbemerkung
Es besteht eine Unterteilung zwischen Positiv- und Negativrekorden sowie vereinsinternen Bestmarken. Weitere Rekorde, die dem Verein nicht zuzuordnen sind, werden im Hauptartikel unter „Allgemein“ gelistet. Dort bestehen zudem die Rubriken „Trainerspezifische Rekorde“, „Schiedsrichterspezifische Rekorde“ sowie „Sonstige Rekorde“. Es besteht außerdem die Möglichkeit „In nächster Zeit möglicherweise fallende Bestmarken“ im unteren Bereich der Hauptseite festzuhalten, bzw. die neuen Rekorde an die passenden Stellen einzusortieren. Wenn möglich, wird zu einem Positivrekord auch der Negativrekord als Gegenstück gelistet (und andersrum). Die Liste erhebt keinen Anspruch auf Vollständigkeit.

## Dynamo Dresden
Aktuelle Platzierung in der Ewigen Tabelle der Fußball-Bundesliga: Platz 39 von 58 (Stand: 34. Spieltag 2024/25)

### Vereinsintern
- Rekordspieler: Matthias Maucksch (118 Einsätze)[2]
- Rekordtorhüter: René Müller (81 Einsätze)[2]
- Rekordtorschütze: Torsten Gütschow (12 Tore)[3]
- höchster Sieg: 3:0 (6×)[4]
  - gegen Borussia Dortmund (2×)
    - 22. Spieltag 1993/94[5]
    - 23. Spieltag 1992/93[6]

  - gegen den 1. FC Köln (3. Spieltag 1992/93)[7]
  - gegen den Karlsruher SC (13. Spieltag 1992/93)[8]
  - gegen den Hamburger SV (21. Spieltag 1991/92)[9]
  - gegen die SG Wattenscheid (9. Spieltag 1991/92)[10]
- höchste Niederlage: 0:5 (gegen den FC Bayern, am 3. Spieltag 1993/94)[11]
- jüngster Spieler: Alexander Zickler (19 Jahre, 27 Tage, am 27. März 1993 beim 3:0-Sieg gegen Borussia Dortmund)[12]
- ältester Spieler: Hans-Uwe Pilz (34 Jahre, 10 Monate und 8 Tage, am 18. September 1993 beim 2:1-Sieg gegen Borussia Mönchengladbach)[13]